# Société orientale de France
La Société orientale de France est une association française fondée à Paris en 1841, reconnue et autorisée dès l'année suivante par décision des ministres de l'intérieur et de l'instruction publique.

## Histoire
La Société est fondée le 13 mai 1841. Elle est alors constituée d'André Louis Couchaud (1813-1849), de Charles Cournault (1815-1904), de Jouffroy comte d'Eschavannes (secrétaire), de René Primevère Lesson (membre correspondant) et d'Auguste-Jean-Maurice Préaux-Locré.
Elle publie dès sa création un Bulletin mensuel dit Revue de l'Orient qui paraîtra jusqu'en 1865.
Victor Hugo est membre de la Société en 1848.

## Membres
- André Louis Couchaud
- Charles Cournault
- Gustave Dugat
- Alexandre Dumas
- Jouffroy comte d'Eschavannes
- Henry Guys
- Victor Hugo
- René Primevère Lesson
- Eugène Maizan
- Auguste-Jean-Maurice Préaux-Locré
- Charles-Xavier Rochet d'Héricourt
- Léon de Rosny
- Giampietro Secchi